# Mícheál
Mícheál, auch Micheál oder Míċeál (in cló Gaelach mit Überpunkt), ist die irische Variante des männlichen Vornamens Michael.

## Namensträger
- Micheal Henry Alloysius (* 1991), nigerianischer Fußballspieler
- Micheal Barwegen (* 1986), kanadischer Fußballschiedsrichterassistent
- Micheál Carrigy (* 1971/1972), irischer Politiker der Fine Gael
- Mícheál Cranitch (1912–1999), irischer Politiker
- Micheal Falcon, nigerianischer Fußballspieler
- Micheal Ferland (* 1992), kanadischer Eishockeyspieler
- Micheal Haley (* 1986), kanadischer Eishockeyspieler und -trainer
- Micheal Zondani Jay Katambo (* 1969), sambischer Politiker
- Mícheál Mac Donncha (* um 1965), irischer Politiker
- Micheál Mac Liammóir (1899–1978), irischer Schauspieler
- Micheál Martin (* 1960), irischer Politiker
- Mícheál Ó hUiginn (* 1942), irischer Politiker
- Mícheál Ó Súilleabháin (1950–2018), irischer Pianist und Komponist
- Micheal Ray Richardson (* 1955), US-amerikanischer Basketballspieler und -Trainer
- Micheal Ward (* 1998), britischer Schauspieler

- Brandon Micheal Hall (* 1993), US-amerikanischer Schauspieler
- Aindrias Micheál Ó Caoimh (1912–1994), irischer Richter und Attorney General of Ireland